# Geoffrey Talbot (Swanscombe)
Geoffrey Talbot (c. 1075-1129) fue un caballero anglonormando, señor de Swanscombe, Kent, custodio y castellano del castillo de Rochester. Era hijo de Richard de Talbot.
Sus propiedades aparecen registradas en el Cartae Baronum (1166) como feudatario y gravadas con 20 honorarios de caballero; y en el Libro Domesday (1086) estaban en manos de Helto Dapifer, un vasallo de Odón de Bayeux. Algunos historiadores consideran que estas propiedades en los alrededores de Swanscombe probablemente formaban una baronía feudal. Poco después de 1086, Geoffrey Talbot también poseía tierras de los obispos de Rochester, y entre 1100 y 1103, Gundulf de Rochester, entonces obispo, le otorgó el custodio del castillo de Rochester. Las crónicas contemporáneas también citan a Geoffrey Talbot como poseedor y guardián del Honor de Talbot, y que poseía tierras feudatarias en Normandía, en Cleuville, pertenecientes a los Giffard, y otra propiedad en Sainte-Croix-sur-Buchy, cerca de Ruán. Por sus feudos en Kent, Talbot tenía también la guardia y custodia del castillo de Dover.

## Herencia
Geoffrey Talbot se casó con Agnes de Lacy (c. 1077-?), una hija de Walter de Lacy, quien le sobrevivió y debía dos marcos al rey por el derecho a tomar el control de sus tierras dotales. David Crouch afirma que Agnes pertenecía a la familia De Lacy, y la nobleza completa afirma que probablemente era hija de Walter de Lacy y Emma, y hermana de Hugo y Roger de Lacy. Sin embargo, Katharine Keats-Rohan postula que Agnes probablemente era hija de Helto Dapifer. Fruto de esa relación nacieron varios hijos:
- Geoffrey II Talbot, heredero de las tierras de su padre quien asumió el control en 1129;[4]
- Sybil Talbot (c. 1093-1137), esposa de Pain fitzJohn, sheriff de Hereford y Shropshire. En segundas nupcias se casó con Josce de Dinan;
- Guillermo I Talebot (c. 1110-1170), padre de Guillermo II Talebot (c. 1140-1178) de Linton, Herefordshire. Existe una leyenda medieval sobre una niña de 9 años llamada Ela, que al morir su padre fue secuestrada por su tío y escondida en un castillo de Normandía para hacerse con el control de la vasta herencia del condado de Salisbury. Un caballero inglés llamado William Talbot recorrió durante dos años los castillos normandos en busca de la pobre Ela. Disfrazado de arpista, cantaba baladas bajo las ventanas de los castillos con la esperanza de que la pequeña condesa lo oyera y cantara con él. Finalmente encontró a la rica heredera y la llevó ante el rey Ricardo I, quien la casó con su hermano.[5]